# Malleola
Malleola är ett släkte av orkidéer. Malleola ingår i familjen orkidéer.

## Bildgalleri

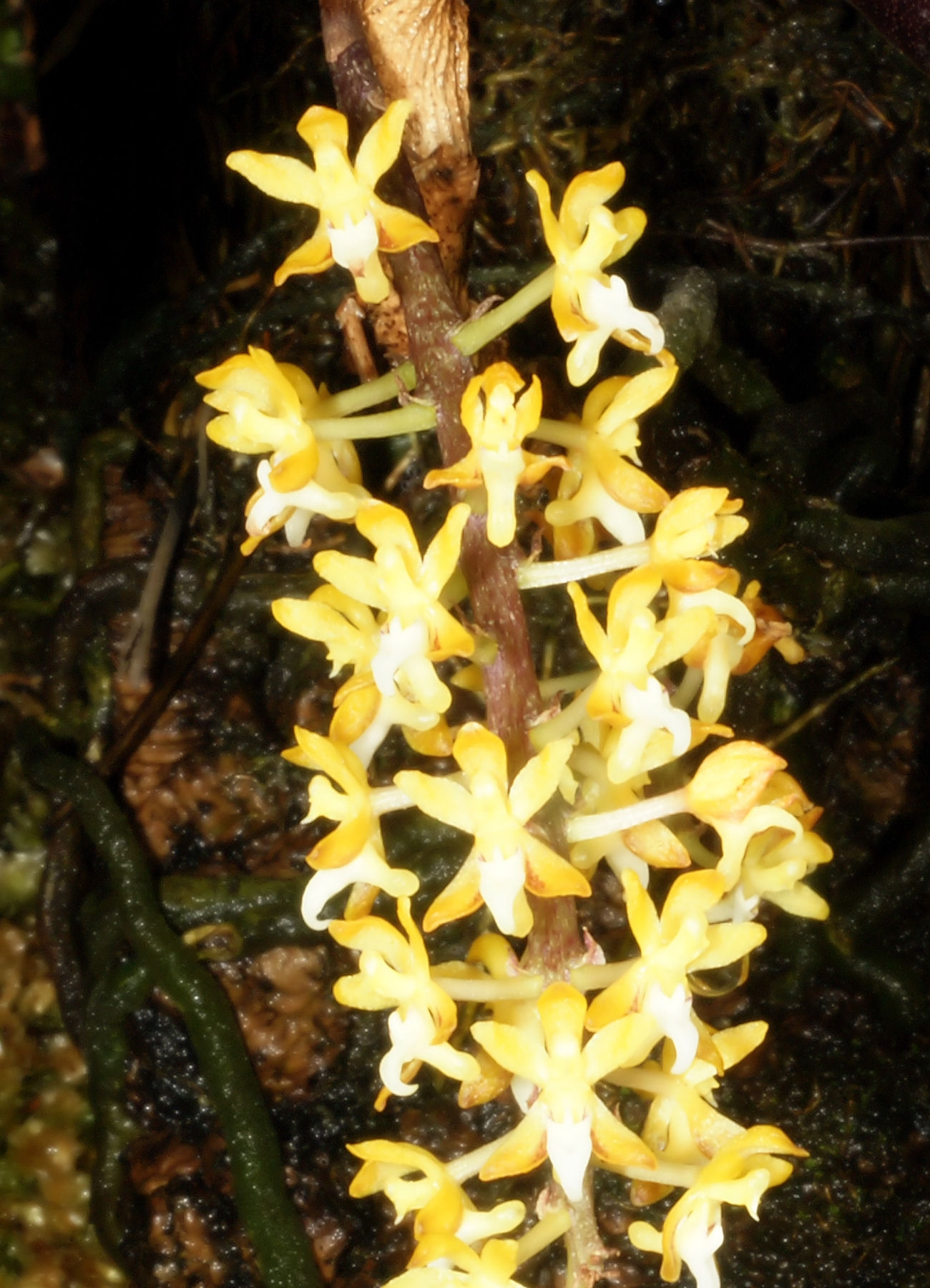

## Dottertaxa tillMalleola, i alfabetisk ordning[1]
- Malleola aberrans
- Malleola andamanica
- Malleola baliensis
- Malleola batakensis
- Malleola bicruris
- Malleola brevisaccata
- Malleola cladophylax
- Malleola constricta
- Malleola culicifera
- Malleola dentifera
- Malleola eburnea
- Malleola forbesii
- Malleola gautierensis
- Malleola glomerata
- Malleola honhoffii
- Malleola insectifera
- Malleola juliae
- Malleola kawakamii
- Malleola kinabaluensis
- Malleola ligulata
- Malleola lyonii
- Malleola macranthera
- Malleola pallida
- Malleola palustris
- Malleola penangiana
- Malleola sanguinicors
- Malleola seidenfadenii
- Malleola serpentina
- Malleola sphingoides
- Malleola steffensii
- Malleola sylvestris
- Malleola wariana
- Malleola witteana